# Chirivel
Chirivel ist eine spanische Gemeinde in der Comarca Los Vélez der Provinz Almería in der Autonomen Gemeinschaft Andalusien. Die Einwohnerzahl bestand im Jahr 2024 aus 1.567 Einwohnern. 

## Geografie
Der Ort liegt im Norden der Provinz. Die Gemeinde grenzt an Albox, Cúllar (Provinz Grenada), María, Orce (Provinz Grenada), Oria und Vélez-Rubio.

## Geschichte
Besiedelungsspuren reichen bis in die Prähistorie zurück und auch aus der Römerzeit gibt es in dem heutigen Gemeindegebiet Spuren. Der Ortsname Chirivel leitet sich vom lateinischen Wort Silvella ab, das Hain bedeutet. Der Ursprung der Gemeinde geht auf eine Gruppe von Bauernhöfen zurück, die zur Herrschaft von Los Vélez gehörten, die 1859 ihre Unabhängigkeit von Vélez-Rubio erlangte. 